# 678
| [ Edytuj tabelę ]        |                                   |
| Cesarz Bizancjum         | - 668 Konstantyn IV 685           |
| Cesarz Chin              | - 649 Tang Gaozong 683            |
| Król Essexu              | - 664 Sighere 683 - 664 Sebbi 694 |
| Król Franków w Austrazji | - 676 Dagobert II 679             |
| Cesarz Japonii           | - 673 Tenmu 686                   |
| Kalif                    | - 661 Mu’awija I 680              |
| Król Kentu               | - 673 Hlothere 685                |
| Król Longobardów         | - 671 Perktarit 688               |
| Król Mercji              | - 675 Ethelred I 704              |
| Król Nortumbrii          | - 670 Egfryt 685                  |
| Papież                   | - 676 Donus 678 - 678 Agaton 681  |
| Król Wizygotów           | - 672 Wamba 680                   |

Rok 678 / DCLXXVIII
stulecia: VI wiek ~
VII wiek ~
VIII wiek

lata: 668 «
673 «
674 «
675 «
676 «
677 «
678
» 679
» 680
» 681
» 682
» 683
» 688

## Wydarzenia
- Bizantyjczycy wyparli Arabów spod Konstantynopola. Pięcioletnie oblężenie miasta zakończyło korzystny dla cesarstwa pokój z kalifatem.

### Wielka Brytania
- Król Aethelred pokonuje siły Nortumbrian pod dowództwem króla Egfryta w bitwie nad rzeką Trent. Arcybiskup Teodor pomaga załagodzić spór między władcami: Aethelred zgadza się zapłacić główszczyznę, aby uniknąć wznowienia działań wojennych (przybliżona data).

### Japonia
- 27 kwietnia – Cesarz Tenmu przeprowadził wróżby w celu udania się do Pałacu Wstrzemięźliwości.
- 3 maja – Księżniczka Tōchi zachorowała i zmarła w pałacu. Tenmu, jej ojciec, nie jest w stanie poświęcić się Bogom Nieba i Ziemi.
- 10 maja – Tōchi została pochowana w miejscu, którym może być współczense Akō (Prefektura Hyōgo).

### Religia
- Wilfryd, biskup Yorku, jest u szczytu swojej potęgi i posiada rozległe tereny w całej Nortumbrii. Po tym jak sprzeciwił się wobec decyzji o podziale jego diecezji na trzy mniejsze, król Egfryt i Teodor, Arcybiskup Canterbury, wygnali go z Nortumbrii.
- 11 kwietnia – Papież Donus umiera w Rzymie po roku i 160 dniach panowania. Jego następcą został Agaton. Był on pierwszym papieżem, który przestał płacić daninę cesarzowi Konstantynowi IV.
- W Japonii planowane jest narodowe oddawanie czci Bogom Nieba i Ziemi. Tenmu próbuje wybrać swoją córkę Tōchi jako Saiō, aby służyła bogom. Jednak krótko po tym Tōchi zachorowała i umarła.
- Ŭisang wybudował klasztor Pŏmŏ sa w Geumjeong w królestwie Silli (ob. Korea Południowa). Nastąpiło to za panowania króla Munmu.

## Urodzili się
- 13 września – K’inich Ahkal Mo’ Nahb III, majański władca miasta Palenque
- Childebrand – nieślubny syn Pepina z Herstalu i Alpaidy (zm. 751)

## Zmarli
- 11 kwietnia – Donus, 78. papież
- 3 maja – Tōchi, japońska księżniczka (ur. ok. 648/653)
- Abdullah ibn Aamir, arabski generał (ur. 626)
- Elfwine z Deiry, król Deira (ur. ok. 661) (przybliżona data)
- A’isza bint Abi Bakr, żona Mahometa  (ur. ok. 613/614)
- Arbogast, biskup Strasburga
- Nathalan, szkocki biskup
- Wechtar, Longobardzki książę Friuli
- Zhang Wenguan, kanclerz dynastii Tang (ur. 606)